# Tempest Storm
Tempest Storm, nata Annie Blanche Banks (Eastman, 29 febbraio 1928 – Las Vegas, 20 aprile 2021), è stata una ballerina e attrice statunitense di genere burlesque, attiva prevalentemente negli anni cinquanta. Protagonista delle scene teatrali, per il cinema ha recitato in b-movie di genere erotico.
È ricordata per i suoi spogliarelli e per essere stata una delle più affermate pin-up assieme a Betty Grable, Bettie Page e a Gypsy Rose Lee. Con Lili St. Cyr e Blaze Starr è considerata una delle principali figure di burlesque performer.

## Biografia
Nativa della cittadina di Eastman, vittima di abusi durante l'infanzia, era poco più che adolescente quando si allontanò da casa. A vent'anni era già stata sposata e divorziata due volte. Approdata a Hollywood, trovò impiego come ragazza del coro. Il volto incorniciato da una massa di capelli rossi, dotata di una prorompente avvenenza fisica abbinata ad un non comune senso della scena, iniziò la carriera all'interno del repertorio burlesque, debuttando al El Rey Theater di Oakland. Acquisì il nome d'arte di Tempest Storm (traducibile con Bufera tempestosa) intorno al 1950. Divenne il suo nome ufficiale nel 1957.
Tempest è stata costante protagonista di molte stagioni teatrali del burlesque in varie località USA, prevalentemente fra la California e il Nevada, come ad esempio Reno e Las Vegas, città nella quale si è ritirata a vivere una volta lasciato il palcoscenico. Divenuta una fra le pin-up maggiormente richieste, fu immortalata in numerosi periodici e film sul genere di spettacolo da lei praticato: fra gli altri, The French Peep Show di Russ Meyer (1950), Paris After Midnight (1951), Striptease Girl (1952), e Teaserama di Irving Klaw (1955), in cui figurava anche Bettie Page (come lei ripresa da Klaw in immagini di tenore fetish), e Buxom Beautease (1956).
Intorno alla fine degli anni cinquanta, i seni (moneymakers, macchine per far soldi, come vennero definiti dalla stampa popolare) della Banks furono assicurati presso i Lloyd di Londra per la cifra di un milione di dollari. Divenuta una star, sia pure di genere, proseguì nei successivi anni sessanta la carriera interpretando se stessa in ruoli di carattere in diversi altri film. Apprezzata per la simpatia e il senso dell'humour, le sono state attribuite durante gli anni diverse relazioni sentimentali, fra cui quelle con il presidente John F. Kennedy, con il cantante Elvis Presley e con gli attori Sammy Davis Jr. e Vic Damone.
Assieme allo scrittore Bill Boyd, Storm ha scritto nel 1987 il libro autobiografico Tempest Storm: The Lady Is a Vamp (ISBN 0-934601-25-9). Dopo che il suo nome è stato inserito nella Exotic World Burlesque Museum Hall of Fame di Helendale (California), si è ritirata ufficialmente dalle scene nel 1995 all'età di sessantasette anni, pur continuando occasionalmente a comparire sui palcoscenici in circostanze speciali.